# Chas Barstow
Chas Barstow (16 januari 1979) is een Engelse darter die toernooien van de Professional Darts Corporation speelt.

## Carrière

### PDC
Sinds 2018 neemt Barstow deel aan de Challenge Tour. In oktober 2020 bereikte hij de finale van Challenge Tour 8. In maart 2021 volgde zijn eerste deelname aan een hoofdtoernooi: de UK Open. In de eerste ronde wist hij Lukas Wenig te verslaan en in de tweede ronde moest Martin Thomas eraan geloven. In de derde ronde bleek John Brown te sterk.
Barstow was anno 2021 niet in het bezit van een Tourkaart en zou dus normaliter niet mogen deelnemen aan de Players Championships. Vanwege COVID-19 vielen er echter enige spelers uit, waardoor Barstow als invaller alsnog met enige regelmaat mocht aantreden. Dit deed hij dermate succesvol, dat hij zich wist te kwalificeren voor de Players Championship Finals. In de eerste ronde ging de Engelsman onderuit tegen Brendan Dolan. Via de Players Championships wist Barstow  zich eveneens te kwalificeren voor het PDC World Darts Championship. In de eerste ronde wist hij de Canadees John Norman jr. van zich af te schudden, waarna hij mocht aantreden tegen Michael van Gerwen. Barstow zag de wedstrijd met een uitslag van 3-1 gewonnen worden door de Nederlander.

## Resultaten op wereldkampioenschappen

### PDC
- 2022: Laatste 64 (verloren van Michael van Gerwen met 1-3)

## Prestatietabel
| PDC World Championship      | GD  | 2R |
| UK Open                     | 3R  | GD |
| Players Championship Finals | 1R  | GD |
| Statistieken carrière       |     |    |
| Ranking eind seizoen        | 101 | ?  |

|    | Toelichting   |
| #R | Ronde         |
| KF | Kwartfinale   |
| HF | Halve finale  |
| F  | Finale        |
| W  | Winnaar       |
| GD | Geen deelname |